# カテーテル

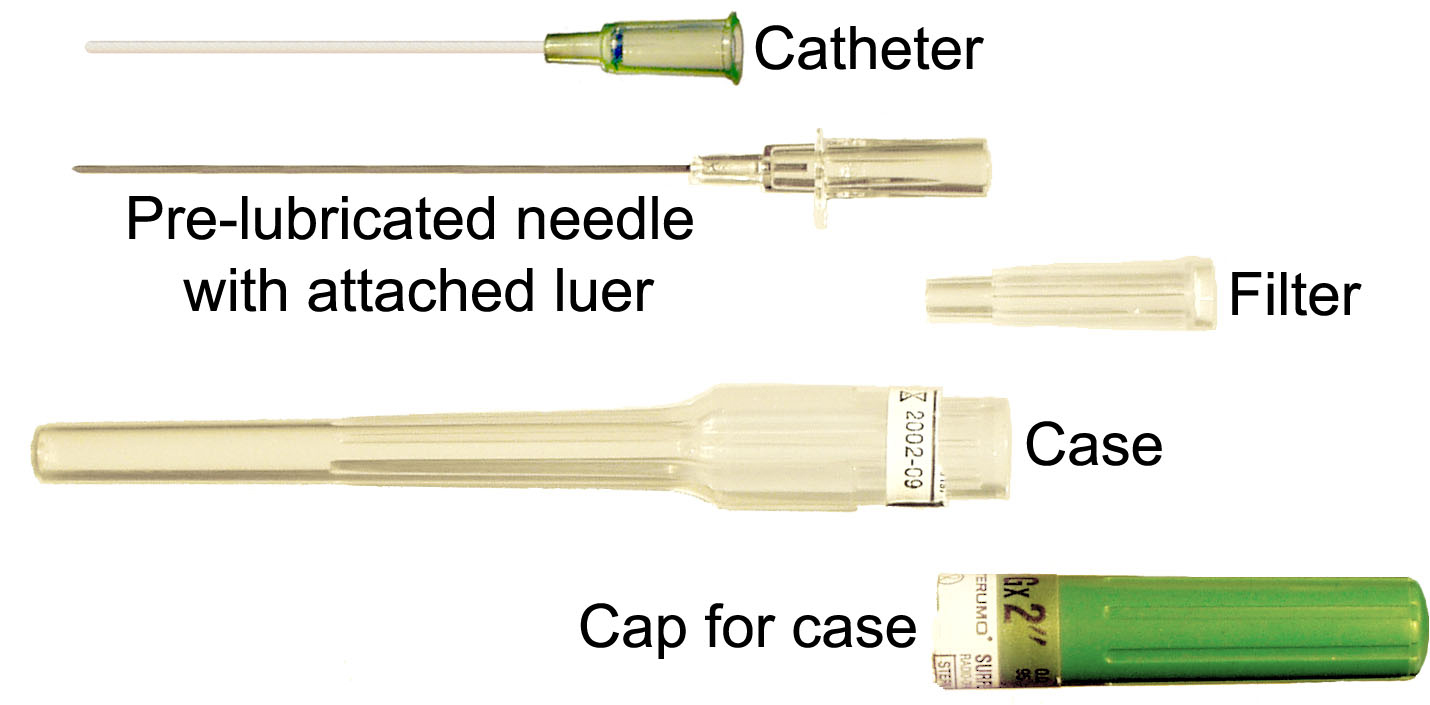
カテーテルの分解部品

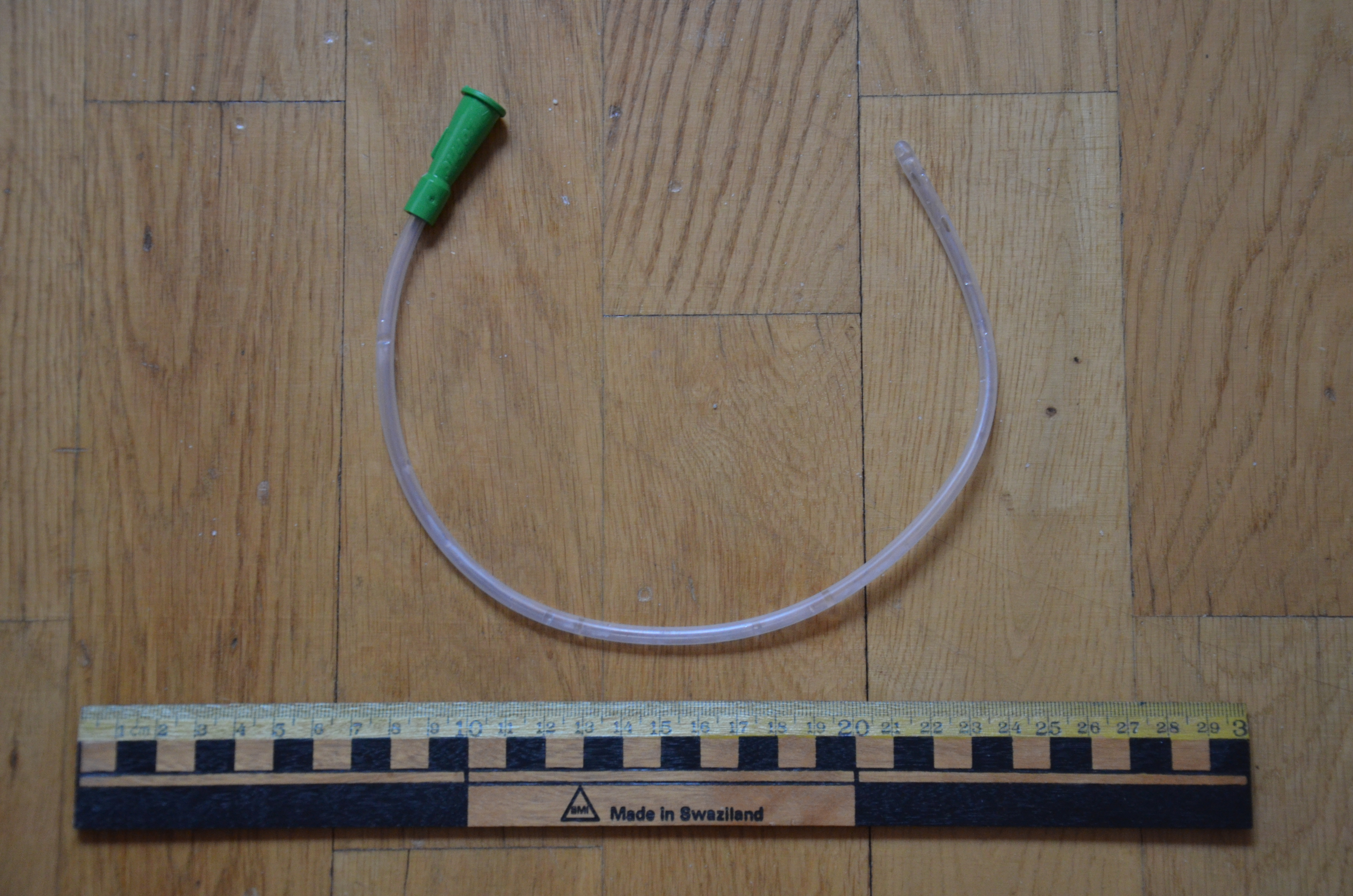
尿道カテーテル（40cm）

カテーテル（蘭: katheter、英: catheter）とは、医療用に用いられる柔らかい管のことである。胸腔や腹腔などの体腔、消化管や尿管などの管腔部または血管などに挿入し、体液の排出、薬液や造影剤などの注入点滴に用いる。

## 解説
用途により太さや材質は様々である。血管内で用いられるカテーテルはワイヤーメッシュで補強され、トルク伝達性を高めている。カテーテルを通じて、血管内拡張用のステント・バルーンや閉塞用のコイルを送り込み、治療をすることもある（血管内治療）。
一般に、カテーテル操作の際にはガイドワイヤーが必ず先行し、ガイドワイヤーに導かれてカテーテルが進行する。穿刺用の針からまずワイヤーを通し、血管内や管腔内にカテーテルを挿入する方法をセルジンガー法という。
カテーテルの外径は、フレンチスケール単位（Fr）によって管理されている。

## 歴史
カテーテルの歴史は古く、柔軟性のないものまで含めるなら約2000年前の古代ローマの遺跡から青銅製の管が発見されている（泌尿器系の病気治療に使われたのではないかと考えられている）。現在主流の血管に入れるカテーテルは18世紀前半にイギリスのヘールズが馬の頸動脈にガチョウの気管を加工して作った管を入れて測定したのが最初で、19世紀中には馬の体温や血圧測定の実験が何度か行われた。その後、こうした馬の実験データをフランスのベルナールが1879年に行った実験を『手術による生理学（Leçons de Physiologie Opératoire）』という本にスケッチ付きで掲載し、これを読んで興味を抱いたドイツのヴェルナー・フォルスマンは腕の静脈を経由して心臓までカテーテルを入れられるのではないかと考えた。当時すでに実用化されていた尿道用カテーテルを自分の左腕に入れて心臓手前まで届いたと判断した所でレントゲン室に行ってこれを撮影し、心臓にまだ届いてないと気が付くと右心房内まで入れて再度撮影を行った（1929年）。
フォルスマンの上司はこの写真を見せられ彼の実験の成功を認めたが、さらに上の院長はフォルスマンの論文を読んで「医学をサーカスに変えた」と激怒し、研修医であった彼を解雇した。その後アメリカで心臓カテーテルの研究は進み、1940年にアメリカの医師アンドレ・クルナンとディキンソン・リチャーズがフォルスマンの論文を読んで研究を進め、1956年にクルナンとリチャーズはフォルスマンと共にノーベル医学賞を受賞した。

## 種類
- 血管造影用カテーテル
  - マイクロカテーテル
- バルーンカテーテル
- 心臓カテーテル
  - 心臓カテーテル検査
  - 血管内治療（カテーテル治療）
    - 経皮的冠動脈形成術
    - カテーテルアブレーション

  - 肺動脈カテーテル（スワンガンツカテーテル）
- 脳血管カテーテル
  - カテーテル治療
- がんカテーテル治療
- 血管留置カテーテル
- 吸引留置カテーテル（ドレナージを参照）
- 尿道カテーテル
- 胸腔ドレナージ

## クラス分類と規制

### 日本
日本においては通常高度管理医療機器に分類される。日本での流通には製造販売承認が必要である。また、医療機関等への販売、授与には、高度管理医療機器等販売業許可が必要である。